# Trachyoribates irregularis
Trachyoribates irregularis är en kvalsterart som först beskrevs av Balogh och Sandór Mahunka 1969.  Trachyoribates irregularis ingår i släktet Trachyoribates och familjen Haplozetidae. Inga underarter finns listade i Catalogue of Life.